# Louis Rosier
Louis Rosier (Chapdes-Beaufort, Francuska, 5. studenog 1905. – Neuilly-sur-Seine, Francuska, 29. listopada 1956.) je bio francuski vozač automobilističkih utrka.

## Rezultati u Formuli 1
| Sezona | Momčad                                                 | Šasija                               | Motor          | Gume |
| ------ | ------------------------------------------------------ | ------------------------------------ | -------------- | ---- |
| 1950.  | Automobiles Talbot-Darracq Ecurie Rosier Charles Pozzi | Talbot-Lago T26C Talbot-Lago T26C-DA | Talbot-Lago L6 | D    |
| 1951.  | Ecurie Rosier                                          | Talbot-Lago T26C-DA                  | Talbot-Lago L6 | D    |
| 1952.  | Ecurie Rosier                                          | Ferrari 500                          | Ferrari L4     | D    |
| 1953.  | Ecurie Rosier                                          | Ferrari 500                          | Ferrari L4     | D    |

| Sezona | Plasman | Bodovi |
| ------ | ------- | ------ |
| 1950.  | 4.      | 13     |
| 1951.  | 13.     | 3      |
| 1952.  | –       | 0      |
| 1953.  | –       | 0      |
| 1954.  | –       | 0      |
| 1955.  | –       | 0      |
| 1956.  | 19.     | 2      |